# تونگوسکا (آمور)
تونگوسکا (روسی: Тунгуска) یک رود در سرزمین خاباروفسک کشور روسیه است.